# Wapen van Castricum

Het wapen van Castricum toont het gecarteleerde wapen van de gemeente Castricum, bestaande uit het oude wapen van Castricum, het wapen van Akersloot en Limmen. De beschrijving luidt:
"Gevierendeeld : I in azuur een omgewende leeuw van goud; in zilver drie eikels van sinopel; de naar beneden gerichte steel met één blaadje; III in zilver drie geplante stekken van sinopel; IV in sabel een leeuw van zilver. Het schild gedekt door een gouden kroon van vijf bladeren."

## Geschiedenis
Het oude wapen van Castricum werd reeds in het jaar 1644 door Nicolaas Geelvink gevoerd, toen hij de heerlijkheid verwierf van Anna van Renesse, de vrouwe van Assendelft, Castricum en Croonenberg. De gemeente Castricum werd op 26 juni 1816 bevestigd met het wapen met de volgende beschrijving: 
Gevierendeeld; het eerste en vierde van lazuur, beladen met een klimmende leeuw van goud; het tweede en derde van zilver waarop drie stekken van sijnople.
Lazuur is blauw, sinopel is groen. De beschrijving maakt geen melding welke plantensoort soort de stekken zijn, dat de stekken op een losse grond zijn geplaatst en in de schildrand verdwijnen.
De gemeenten Akersloot en Limmen werden per 1 januari 2002 samengevoegd met Castricum. Er moest een nieuw wapen worden ontworpen. Het wapen van Limmen is ook van een oudere oorsprong en hangt samen met de geschiedenis van de banne "Westsanen en Crommenie". Het wapen werd aan Limmen op 22 oktober 1817 bevestigd. Het Akerslootse wapen werd op 26 juni 1816 verleend en het betreft hier een sprekend wapen. Met de combinatie van de wapens werd een nieuw blazoen ontworpen waarvan het eerste en derde kwartier de gouden leeuw en de drie stekken van Castricum, het tweede kwartier de akers van Akersloot en het laatste kwartier een zilveren leeuw van Limmen. Het schild is gedekt met de markiezenkroon van Akersloot. Het werd wapen bij Koninklijk Besluit verleend op 27 augustus 2003.

## Verwante wapens

Vermoedelijk heerlijkheidswapen Castricum
Oude wapen van Castricum
Het wapen van Akersloot
Het wapen van Limmen